# Mikroprismenring

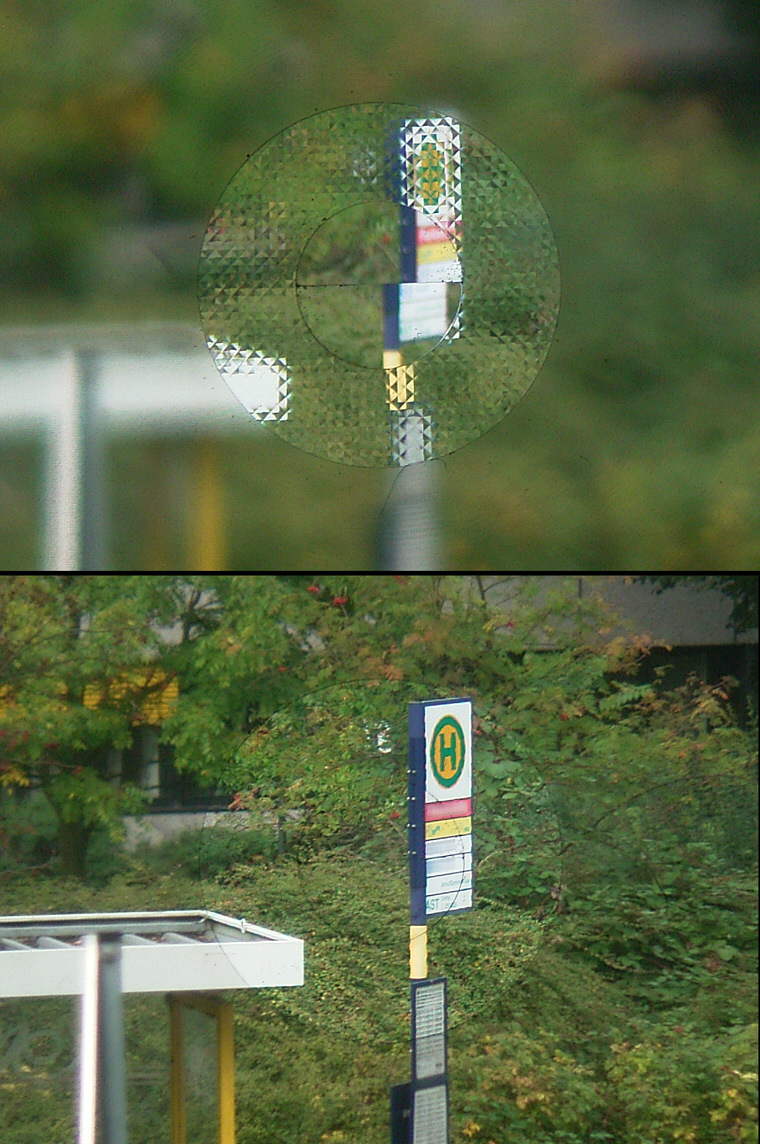
Mikroprismenring und Schnittbildindikator einer Kleinbild-Spiegelreflexkamera; oben unscharf, unten scharf eingestelltes Objektiv

Der Mikroprismenring (auch Mikroprismenraster) ist gemeinsam mit dem Schnittbildindikator ein Hilfsmittel zur manuellen Scharfstellung (Fokussierung, Entfernungseinstellung) von Fotoapparaten. Autofokus-Kameras verfügen in der Regel nicht mehr über diese Ausstattungsmerkmale. Erlaubt der Schnittbildindikator die Fokussierung auf Kontrastübergänge, so ist mit dem Mikroprismenring gerade das Gegenteil möglich, die Fokussierung auf nahezu kontrastlose Flächen. Durch die Prismen wird das Bild so aufgebrochen, dass selbst bei minimalen Kontrasten (etwa bei der Fokussierung auf eine weiße Wand)    es schon bei leichten Bewegungen der Kamera zu sichtbarem „Flirren“ kommt. In dem Moment, wo jedoch die optimale Schärfe erreicht ist, wird das Bild klar und ruhig.
Der Mikroprismenring befindet sich in der Mitte der Einstellscheibe im Sucher; bis zur Einstellung der korrekten Distanz wirkt der Bereich im Mikroprismenring deutlich unscharf; dieser Mechanismus funktioniert nur zuverlässig bei einer Lichtstärke des Objektivs von zumindest 1:5,6 oder besser.
Sofern vorhanden, befindet sich in seinem Zentrum als zusätzliches Hilfsmittel oft auch noch der Schnittbildindikator, es gibt aber auch Einstellscheiben, die eine reine zentrale Mikroprismenfläche besitzen. 